# ميخاو شيبا
ميخاو شيبا (بالبولندية: Michał Szyba) مواليد 18 مارس 1988 في لوبلين، هو لاعب كرة يد بولندي يلعب كظهير أيمن. يلعب حاليا مع كاداتن شافهاوزن ويحمل الرقم 14. مثل منتخب بولندا لكرة اليد. شارك في دورة الألعاب الأولمبية الصيفية سنة 2016. حقق المركز الثالث في بطولة العالم لكرة اليد للرجال 2015.

## سجل المنافسة
شارك في البطولات التالية:
- بطولة العالم لكرة اليد للرجال 2015
- بطولة أوروبا لكرة اليد للرجال 2014
- بطولة أوروبا لكرة اليد للرجال 2016
- الألعاب الأولمبية الصيفية 2016

## الميداليات
| الميدالية | المسابقة                           |
| --------- | ---------------------------------- |
| برونزية   | بطولة العالم لكرة اليد للرجال 2015 |

## روابط خارجية
- ميخاو شيبا على موقع الاتحاد الأوروبي لكرة اليد (الإنجليزية)
- ميخاو شيبا على موقع أوليمبيديا (الإنجليزية)
- ميخاو شيبا على موقع اللجنة الأولمبية البولندية (مؤرشف) (البولندية)